# 8 (Anggun)
8 è l'ottavo album in studio internazionale della cantautrice indonesiana naturalizzata francese Anggun, pubblicato nel 2017.

## Tracce
1. No Promises – 3:28
2. What We Remember – 2:46
3. The Good Is Back – 3:45
4. Righteous – 3:34
5. Alive – 3:25
6. Medicine and Meditation – 3:27
7. Inhuman – 3:10
8. Forget Her – 3:08
9. Oceans – 3:55
10. Thank You – 3:05